# ナガセ (ヘラ絞り)
株式会社ナガセ（英語: Nagase Co., Ltd.）は、東京都武蔵村山市にあるヘラ絞りを中心とした金属加工を行う日本の企業である。なお、同一社名で教育産業のナガセおよび、ソフトボールなどの球技ボールを製造・販売するナガセケンコーならびに、専門商社の長瀬産業とはいずれも無関係である。

## 概要
- 本社工場 : 東京都武蔵村山市伊奈三丁目21番3号
- 関西営業所 : 大阪府東大阪市新庄二丁目8番11号

## 沿革
- 1945年 - 長瀬幸三が東京都昭島市に、金属のヘラ絞り会社を個人で創業。 生活物資の鍋・釜・洗面器等をヘラ絞りにて製造、販売を開始する
- 1968年 - 「有限会社長瀬絞工場」に組織変更
- 1975年 - 長瀬透2代目代表取締役社長に就任
- 1980年 - 本社工場を現在の武蔵村山市伊奈平に移転
- 1985年 - 板金加工工場を増設
- 1998年 - 「株式会社ナガセ」に商号変更
- 2017年 - 本社工場新社屋竣工
- 2018年 - 長瀬雄一郎3代目代表取締役社長に就任

## 製品分野
- 半導体装置
- 射出成型機
- 電子顕微鏡
- 真空装置
- 医療機器
- 航空機
- 車両（鉄道・自動車関連）
- 食品機器関連
- 生活関連用品
- オブジェ等

## 受賞歴
- 2008年中小企業庁 元気なモノ作り中小企業300社
- 平成28年度 東京都産業振興功労賞